# Широкий Яр (Запорожская область)
Широ́кий Яр (укр. Широкий Яр) — село,
Широкоярский сельский совет,
Черниговский район,
Запорожская область,
Украина.
Код КОАТУУ — 2325587901. Население по переписи 2001 года составляло 444 человека.
Является административным центром Широкоярского сельского совета, в который, кроме того, входят сёла 
Балашовка,
Благодатное,
Ланковое и
Хмельницкое.

## Географическое положение
Село Широкий Яр находится на левом берегу реки Крушанлы,
ниже по течению на расстоянии в 1,5 км расположено село Благодатное.
Река в этом месте пересыхает.
Рядом проходит автомобильная дорога Р-37.

## История
- 1921 год — дата основания переселенцами из сел Черниговки Черниговской и Скелеватого Токмакской волостей.

## Экономика
- «Богдан Хмельницкий», ООО.

## Объекты социальной сферы
- Школа.
- Детский сад.
- Дом культуры.
- Фельдшерско-акушерский пункт.

## Достопримечательности
- Братская могила 30 советских воинов.
- Памятник Богдану Хмельницкому[2]